# 伊莉莎白女王級航空母艦

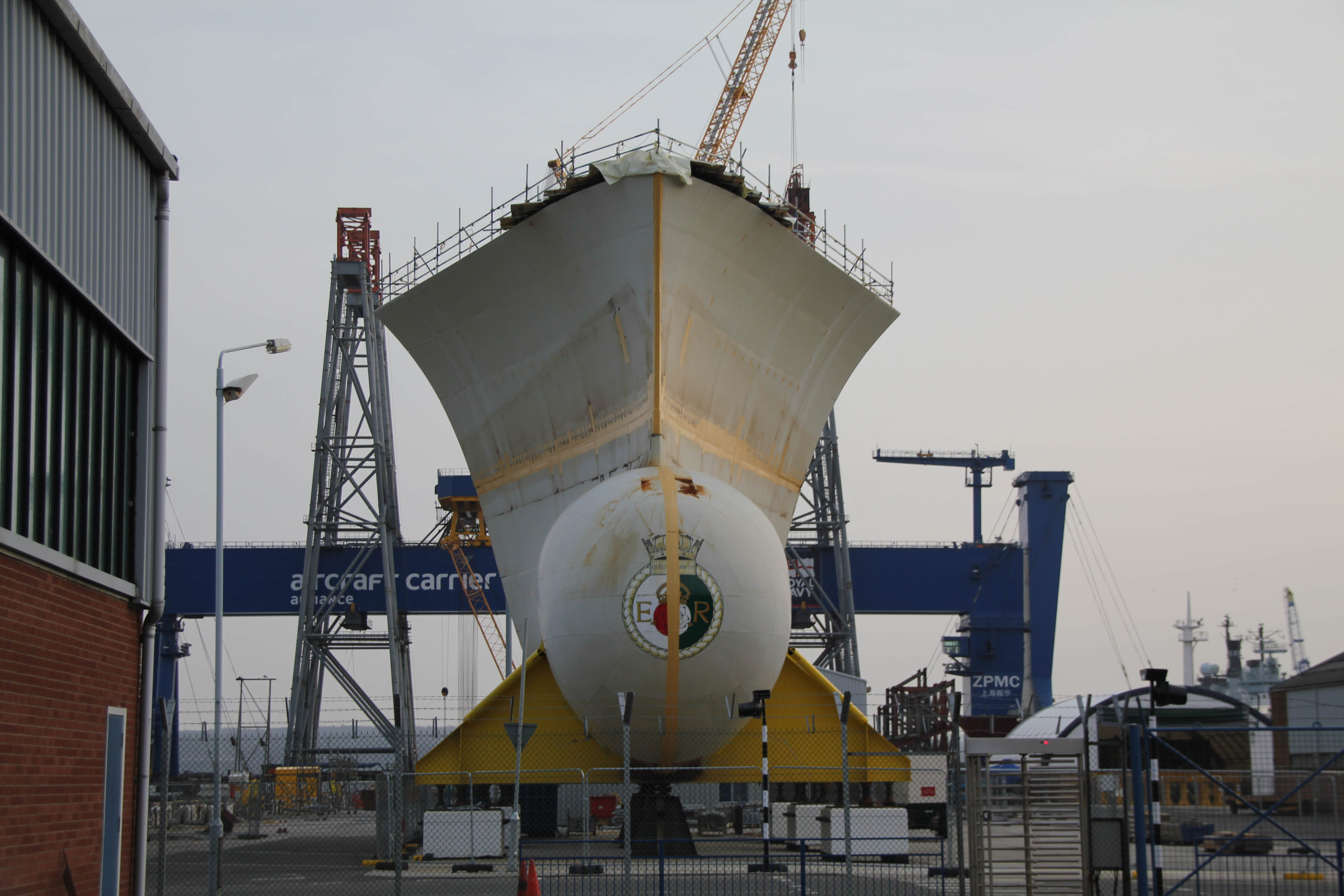
伊莉莎白女皇號的第一個部件船首

伊利沙白女王級航空母艦（英語：Queen Elizabeth-class）為英國皇家海軍最新型的大型航空母艦。一號艦伊麗莎白女王號航空母艦（HMS Queen Elizabeth R08）已于2014年7月8号下水，2017年12月7日服役，二號艦威爾斯親王號航空母艦 (R09)（HMS Prince of Wales R09），2019年12月10日服役。

## 開發歷程
皇家海軍此前的三艘無敵級航空母艦——無敵號航空母艦（HMS Invincible R05），光輝號航空母舰 (R06)（HMS Illustrious R06）與皇家方舟號航空母艦 (R07)（HMS Ark Royal R07）——均為冷戰時代以反潛作戰為主要任務所開發的轻型航空母舰，建造之時便被設計成北約聯合艦隊的一部份，故此級別的航艦只能搭載數量非常有限的攻擊型艦載機（9架海獵鷹II式GR7攻擊機）。
1982年無敵號與較舊亦較大型的競技神號航空母艦 (R12)（HMS Hermes R12）參加了马岛战争，收復福克蘭群島，並證明還是需要保有航空母艦才能維護英國外交利益。自從冷戰結束以來，無敵級航母已經多次出動進行軍事行動，也擔任武力展示功能，所以後來英國空軍的獵鷹II式GR7變成常駐在艦上航母；也修改成容納更多飛機和飛機用彈藥（例如移除海標槍飛彈以增建飛機武器庫）。

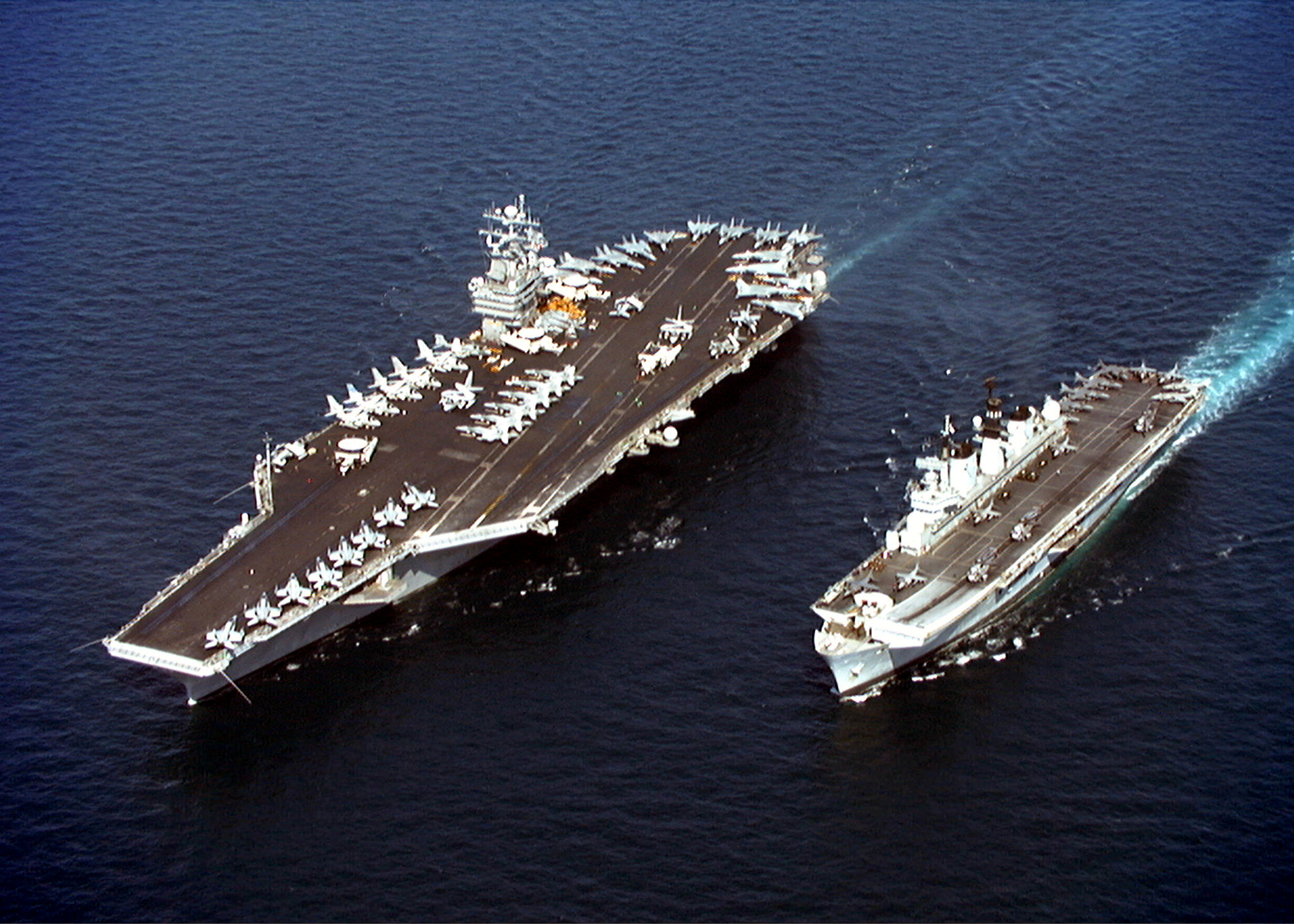
建造中的伊利沙白女皇級航空母艦排水量相當於美國尼米茲級航空母艦的三分之二（圖左），為其將會替代之無敵級航空母艦的四倍（圖右）

然而，無敵級的能力有限，也限制了所能使用的飛機大小。其缺乏專用的空中預警機（AEW），例如在福克蘭群島戰爭中擔當大任的E-2空中預警機，就不能於無敵級上起降。因此無敵級採用了許多折衷方案，例如使用海王直升機AEW.2來擔當搜索和掛載各種感應莢艙的載台，但能力上還是遠不如定翼式飛機。直到1994年預計打造本級大型航母時，才預想更換更大規模的艦載機隊以解決各種問題。

### 戰略防禦總評
1997年5月，新的工黨政府上台啟動戰略防禦總評（SDR）。此次總評重新評估了除了颱風戰鬥機和前鋒級彈道飛彈潛艇（Vanguard class）之外，包含了所有正在服役與採購中武器的戰略價值。在1998年7月提出的報告中，認為英國所擁有的航空母艦應要能達到下述功能：
- 如果外國不提供基地，我方航母可提供戰場營運能力。
- 友邦基地通常在爭端爆發初期不能提供使用，基地設施也通常不足，航母可以有效提供現成的基地。
- 派往爭議地點可以實行早期外交和戰略性預防。

報告中指出：
重點是加強我國的空中攻擊武力，並使其能以最遠的投射範圍執行最多元的角色任務。當現有航空母艦到達操作年限，我們計畫以兩艘更大型的航空母艦取代之。雖然我們已著手改善需求的細節，但目前的想法建議新艦大體上會是3至4萬噸排水量的水準，並能搭載包括直昇機在內的50架艦載機隊。
該總評的最後結論是取消原本的舊艦升級計畫，因為新艦先進的設計與維護技術應可抵銷升級舊艦所能帶來的效益。除此之外海洋號兩棲攻擊母艦（HMS Ocean L12）的存在，實際上也轉移了許多原本是由無敵級航空母艦所負擔的任務角色。

### 候選設計方案
1999年1月25日，六個合作廠商進入估價階段：波音、英國航太（BAe）、洛克希德、馬可尼電子系統、雷神公司和湯姆森-CSF。1999年11月23日，細節審查階段最後濃縮成兩個方案，一個是BAe（同年11月30日改名成BAE系統）案，一個是湯姆森-CSF（2000年改名成泰雷兹集团）案。最低限度是每個設計案必須能搭載30到40架的未來聯合打擊戰機（FJCA）。評估合約案分成兩階段：第一階段5900萬英鎊，設計評估和飛機選擇，第二階段2億3500萬英鎊，是“被選中案的風險降低性設計”。

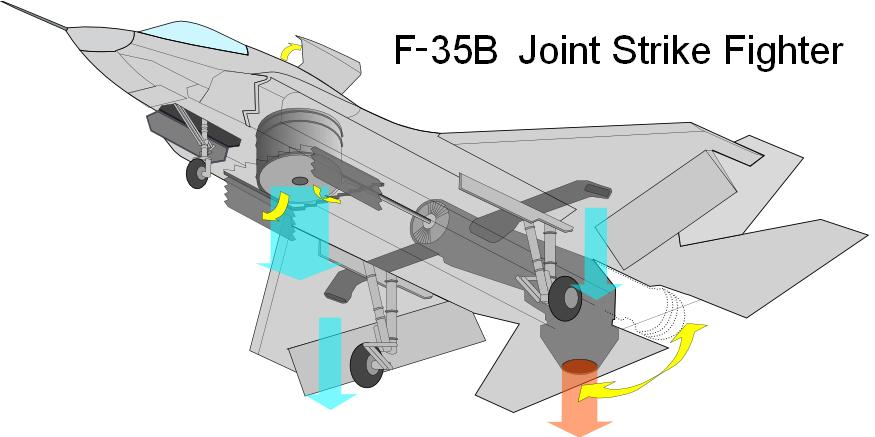
F-35B型的垂直升降能力是STOVL型的首選。

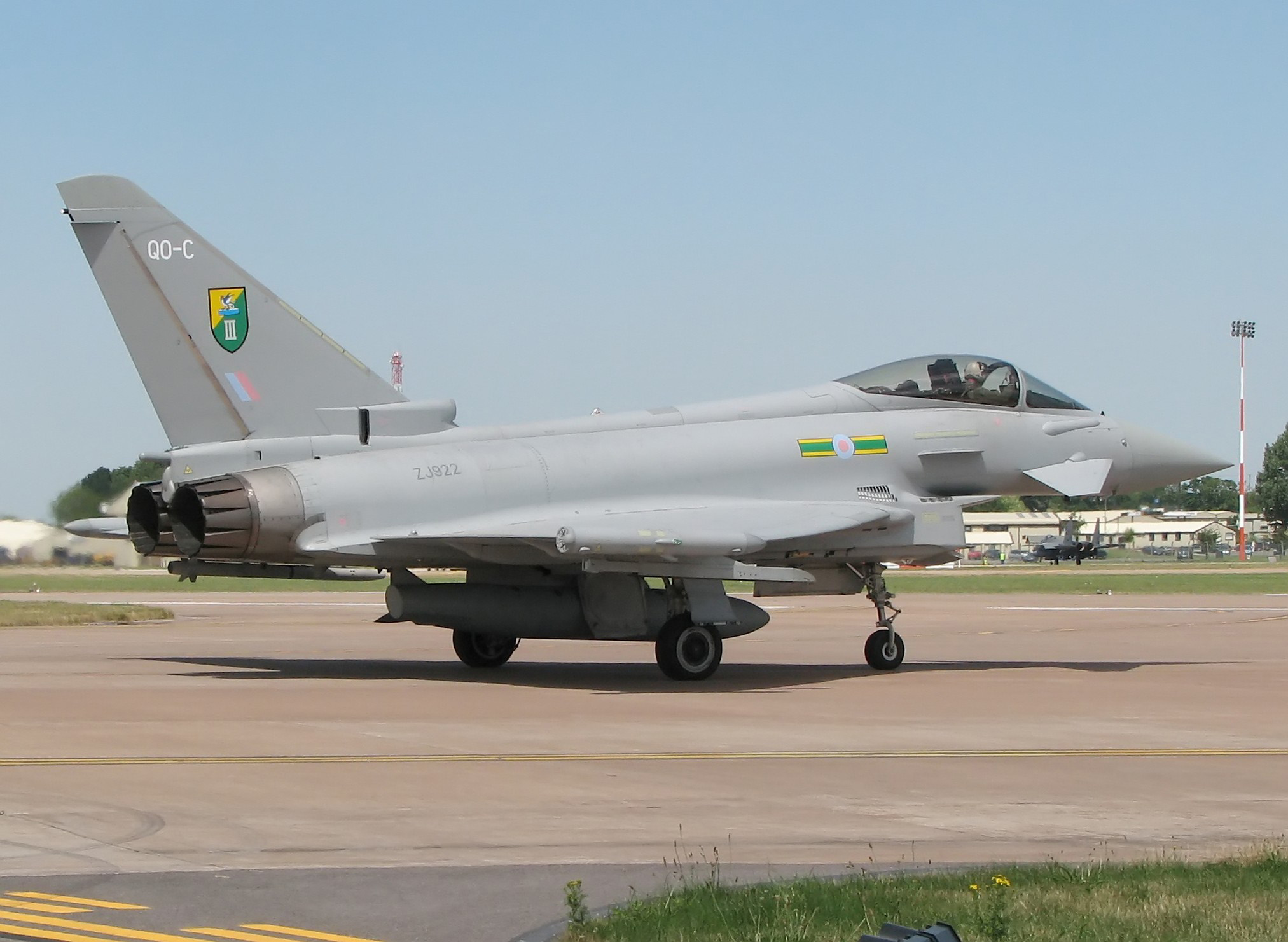
英國現有歐洲颱風型戰機雖然沒有垂直起降力但可以短場起飛

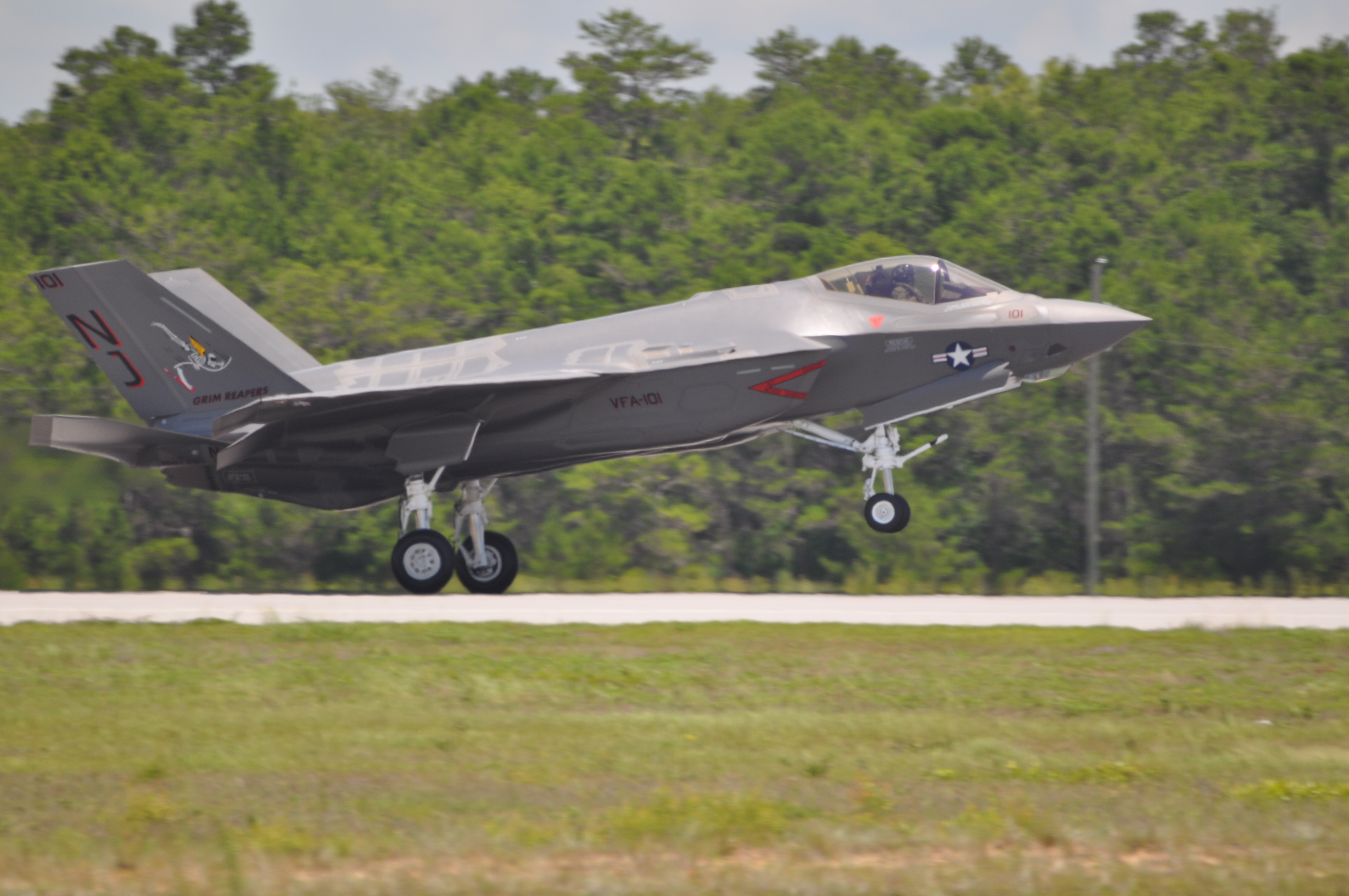
F-35C型是傳統型方案的首選，因為該型一開始就是專為美國航母設計的

艦載機選項：
STOVL方案 - F-35B
短場起-垂直降（Short Take-Off/Vertical Landing，STOVL），是目前英國航母首選戰機。STOVL CVF戰機可以省下昂貴的蒸氣彈射器和攔阻降落索(CATOBAR)，還能使英國在STOVL方面領先科技優勢。缺點是此種戰機航程和載彈量都少(與相同等級的傳統戰機相比)。然而F-35B和F-35C戰力還是高於海獵鷹而低於F/A-18之間。預計英國空軍和海軍都將共同使用F-35。唯一問題是目前沒有任何垂直STOVL型的空中預警機可以配合F-35出戰。可能的計畫是使用V-22轉翼直昇機作為平台研發一種新型空中預警機。
STOBAR方案 - 海基版颱風戰鬥機
短場起-攔阻索降（Short Take-Off But Arrested Recovery，STOBAR）為省下蒸氣彈射器但是使用攔阻索的方案。此法可以使用較多傳統飛機。任何STOBAR設計的飛機例如英國已有的先進戰機歐洲2000，都能直接使用。只要加強起落架，升級飛控系統和加裝繩勾就好。優點是航程機動性和載彈量都高於STOVL方案卻又比CATOBAR方案有更低操作成本。缺點是歐洲2000比不上F-35戰機的匿蹤性，成本也比較高（因為歐洲2000外銷量小不能分攤成本）。也有選項是購買法國Rafale-M飆風戰鬥機來改裝但是目前不考慮，因為英國已經有了歐洲2000不可能再弄一種重複性高；且又要改裝又要外購的戰機，何況當初法國退出歐洲2000計畫。
CATOBAR方案 - F-35C、F/A-18黃蜂式戰鬥攻擊機、飆風戰鬥機
彈射起-攔阻索降（Catapult Assisted Take-Off But Arrested Recovery，CATOBAR）為使用彈射器和攔阻索搭配斜式飛行甲板的傳統大型航母方案，類似F/A-18或Rafale-M 戰機。此專案對飛機和船艦所需的新科技最少，也有最大航程和載彈量。缺點是最高的操作成本和英國所能獲得軍事科技最小，因為都是和別國買現成設備和飛機，沒有什麼研發部分。
混合方案
最近英國航太提出一種混合方案，使用STOVL配合滑跳式甲板，彈射器和攔阻索。優點是可以使用STOVL戰機和CATOBAR的空中預警機（例如E-2鷹眼式預警機）而不須研發改裝新的飛機。
2012年5月10日，英国国防部宣布将采用F-35BSTOVL方案，给两条航母都安装滑跃甲板而不是采用F-35C配合CATOBAR方案。预期将在2020年形成航空作战能力。

### 飛機與艦體選案
2001年1月17日，英國國防部和美國國防部簽署了一份理解備忘錄（MoU），表明參加聯合打擊戰機計畫，確認美國JSF其實就是英國所稱的FJCA。此舉可讓英國輸入一些飛機設計圖和參與洛克希德X-35原型機與波音X-32原型機的選擇過程。2001年10月26日美國定案洛克希德X-35得標，也就是後來的F-35。
2002年9月30日，英國海空軍宣布引進STOVL F-35B構型。同時發佈將建造一新級大型常規動力航母（也就是伊莉莎白女王級）以操作此型STOVL戰機。新艦預計服役50年，並且在將來F-35退役後可以透過改裝，變成CATOBAR型航空母艦以適應未來更先進的戰機。

### 航母聯盟
2003年1月30日，英國國防大臣禤智輝發表Thales企業集團設計案勝出但是BAE將是主要承包商。這兩個企業夥伴，合稱為"Carrier Alliance"（航母聯盟）。
2004年7月21日，訪談中禤智輝宣布延後一年以評估成本與計畫。2005二月份航母聯盟宣布Kellog Brown & Root UK Ltd公司被選中為“實體總成”部分下游承包商，總攬大結構設計和工程。社會主要關注的是BAE和Thales是否有能力監控下游承包商。
2005年12月開始造艦。聲明稿說“航母聯盟包含BAE公司，Thales公司和KBR公司，和後來加入的VT Group公司、Babcock國際集團。此建案將經過四座造船廠分工最後在Rosyth組裝。”

### MOPA2
MOPA2是DCN/Thales公司專為英國更改版的法國第二艘航母（CVF-Fr）設計案。此公司一直促銷展示該設計圖如何輕鬆適應法國海軍的需求。此專案最近修改了飛行甲板尺寸以符合CATOBAR構想型的設計，目前此更改也被英國保留為未來自己的CATOBAR腹案之一。

## 设计重点
本舰大约65,000吨排水量，几乎比现在“无敌级”航母大三倍。被人稱是英国有史以来建造的最大船舰和除美国外世界上最强航母，卻没有艦載机。在英国下议院国防委员会听证会时，海军上将Alan West使用美国海军用过的方法解释机舰间相互操作性；也就是航母尺寸大小和机队火力打击间的决定系数：
|  | ....深度打击方案，就是派出36架联合打击战机的景象描述…我们完成了全面详细的计算多大的船舰和多大的飞行甲板可以使此景象成真。 我和美军CNO(海军军令部长)谈过。他支持我们的计划因为他参加过我方和美军航母战斗群的联合演习。他也很希望我们拥有大型航母，但是也希望我们拥有和美国同级的战斗支援群。 |

本舰特征是采用两个舰岛在甲板上，因為是傳統動力（但採用全電推）所以採用兩具MT-30燃氣輪機需要煙囪的設計，不同于美军单一舰岛配备四座飞机升降台的尼米兹级核动力航空母舰。本舰主要是操作短场起降战机（STOVL）的角色。最初虽然配置滑跳式甲板，但是后续可以改装成用弹射机和拦阻索的CATOBAR构型。可以在F-35服役20年后退役时进行此改装让航母用更先进的未来飞机。

### 舰载机队
技术规格要求能搭载40架以上定翼机和直升机。

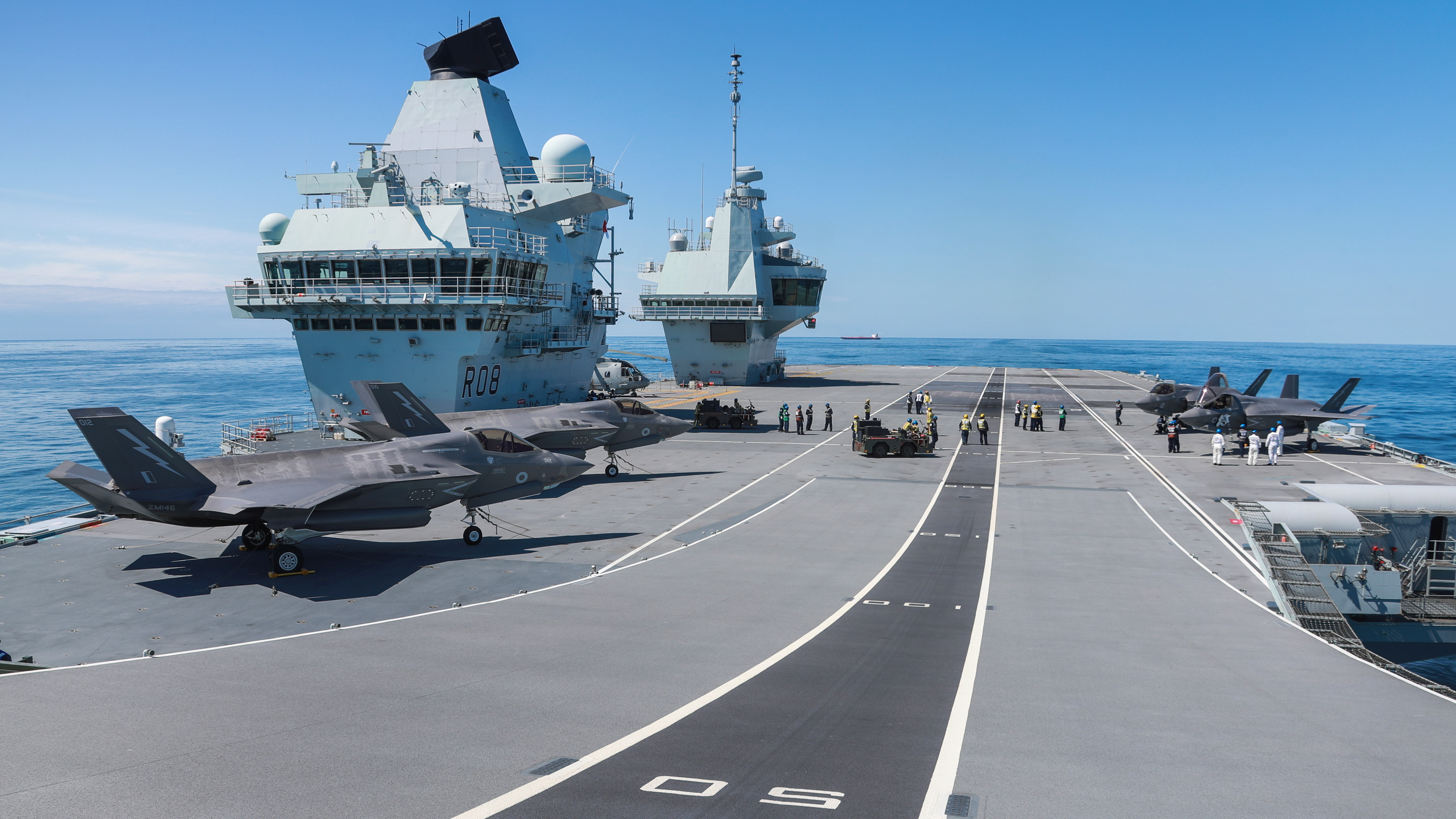
停放在伊麗莎白女王號航空母艦甲板上的F-35B戰機(2020年6月9日)

其中至少要有36架F-35C海基版閃電II型戰鬥攻擊機。技术基础是，一个航舰舰载机队规模必须比英国过往军事行动中派出的机队大三倍；例如沙漠之狐行动中派出的龙卷风战机和伊拉克战争中也派出的同样数量龙卷风战机GR.4与海猎鹰GR.7。而两者起飞的地面基地当时都是靠友邦支援才能使用。
空中监控管制（ASaC）部份也就是未来舰上要搭载的空中预警机和对应设备已经开始先期计划“未来组织化空中早期预警”(FOAEW)，2001四月BAE公司、诺斯洛普·格鲁门公司和Thales公司三家已经签订发展合约。2002四月BAE和诺斯洛普开启进入第二阶段计划改名为“海上空中监控管制”(MASC)。
该航舰超过600名营运船员，只有15人的工作是无法取代的，全舰系统高度自动化。含飞行员和空房间总计可容纳1,450人以上。
防御设备支援组织总长David Gould在2008一月决定该舰最初将使用海猎鹰GR9战机营运到2018年。等到2014年再逐步开始训练和换装F-35。2021年1月，F-35B在本級達到初始作戰能力，預計在2023年達成完整作戰能力。2021年10月，F-35B在本級與美國卡爾·文森號航空母艦上進行了雙航母聯合演習。

### 動力来源
目前决定不使用核能机组因为成本太高，航母将使用綜合全電力推進系統(IFEP)，主機由2台劳斯莱斯MT30燃气涡轮引擎和4台瓦錫蘭16V38柴油引擎构成。
已经开始验证放置动力系统的最佳位置，甲板下的大机库下方是主要考虑位置。目前设计中两具燃气涡轮引擎单元，各放置在两个舰岛下(4号甲板右舷)。一次加油可以航行10,000 海浬(18 520 km)。

### 未来扩充性
英国建立大型航母有很大考量是要操作STOVL F-35B战机。且可以改装升级成弹射器和拦截索(CATOBAR)的方式下操作。此考量是一种未来扩充性设计，允许操作F-35之后的下一代未来战机，或是F-35C型。本舰可以有大规模尺寸改装，尤其是停机坪和机库，可以在最少成本过渡到未来可能体型更大的战机操作环境，使目前设计案反比其他的小型航母设计案更省平均成本，因为那些设计案不具有未来改装考量。

## 同级舰

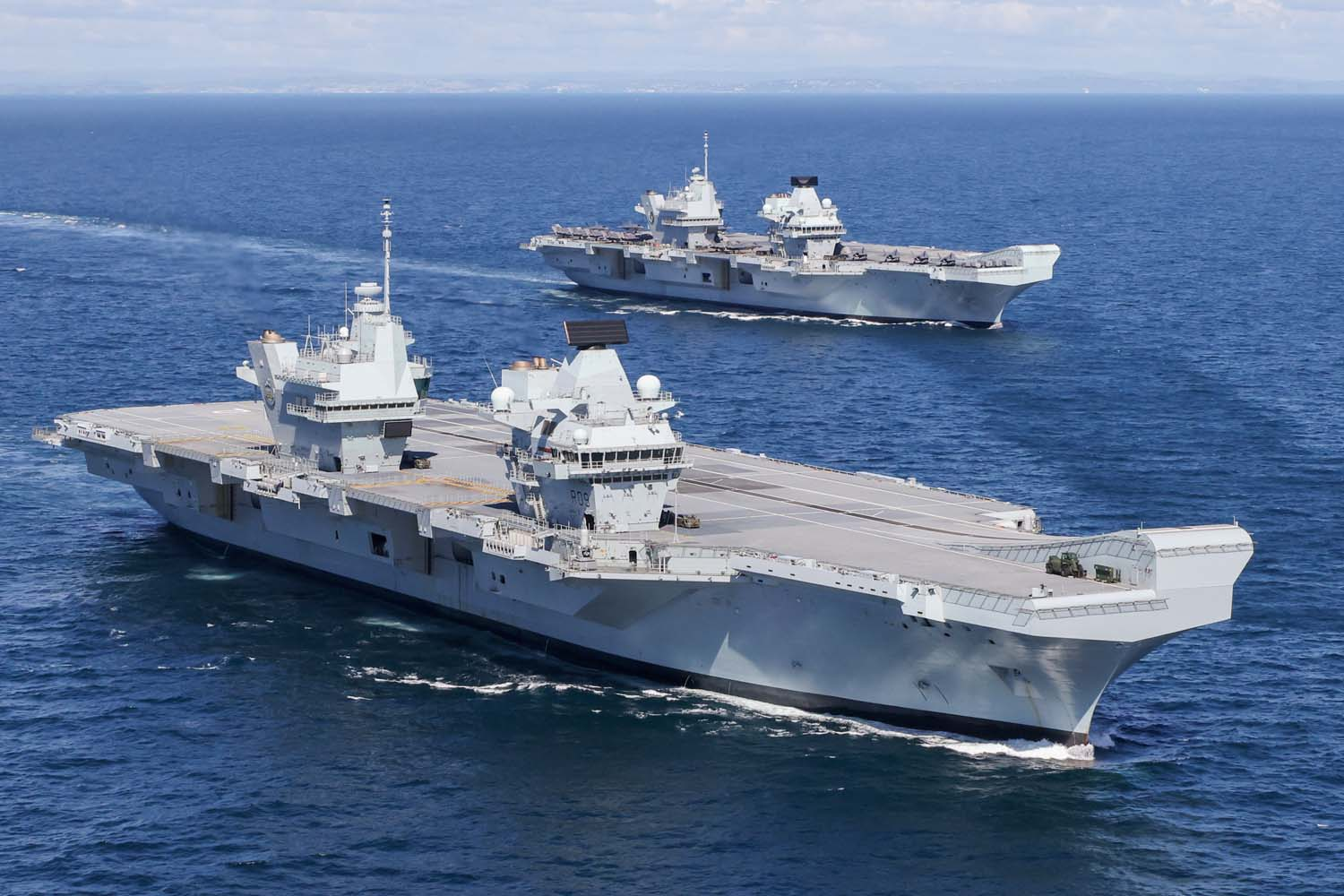
兩艘伊莉莎白女王級航空母艦

| 舰名                       | 舷号 | 造船廠       | 安放龍骨日期  | 下水日期       | 服役日期       | 母港             | 现况   |
| -------------------------- | ---- | ------------ | ------------- | -------------- | -------------- | ---------------- | ------ |
| 伊麗莎白女王號航空母艦     | R08  | 羅塞斯造船廠 | 2009年7月7日  | 2014年7月8日   | 2017年12月7日  | 樸資茅斯海軍基地 | 服役中 |
| 威爾斯親王號航空母艦 (R09) | R09  | 羅塞斯造船廠 | 2012年2月16日 | 2017年12月21日 | 2019年12月10日 | 樸資茅斯海軍基地 | 服役中 |

## 相關連結
- 航空母艦戰鬥群
- 福特級核動力航空母艦
- 戴高樂號航空母艦
- 尼米茲級航空母艦

## 外部連結
- HMS Queen Elizabeth twitter （页面存档备份，存于）

- Queen Elizabeth class factsheet (Ministry of Defence)
- Naval-Technology （页面存档备份，存于）
- Navy Matters
- Computer-generated Imagery of the Queen Elizabeth class aircraft carrier （页面存档备份，存于）